# Parcul din Sergheevca
Parcul din Sergheevca (în ucraineană Сергіївський парк) este un parc și monument al naturii de tip peisagistic de importanță locală din raionul Cetatea Albă, regiunea Odesa (Ucraina), situat în orășelul Sergheevca. 
Suprafața ariei protejate constituie 18 hectare, fiind creată în anul 1993 prin decizia comitetului executiv regional. Parcul a fost creat pe lângă complexul turistic „Sud” de specialiști Grădinii Botanice din Chișinău a Academiei de Științe a Moldovei în perioada anilor 1985-90. Există mai mult de 120 de specii de arbori și arbuști, inclusiv exotici și rari.